# Lisa Marie Scott
Lisa Marie Scott (nacida el 1 de febrero de 1974 en Pensacola, Florida) es una modelo y actriz estadounidense, conocida por sus apariciones en la revista Playboy. Apareció por primera vez como la playmate del mes de febrero de 1995 y luego apareció en revistas, videos y televisión de Playboy.

## Filmografía
- High Tide (Serie de TV) (1997)
- Baywatch Nights (Serie de TV) (1996)
- The Glass Cage (1996)
- Playboy's Really Naked Truth (Serie de TV) (1996)
- Ringer (1996)
- Married... with Children (Serie de TV) (1995)